# 陳光榮 (歌手)

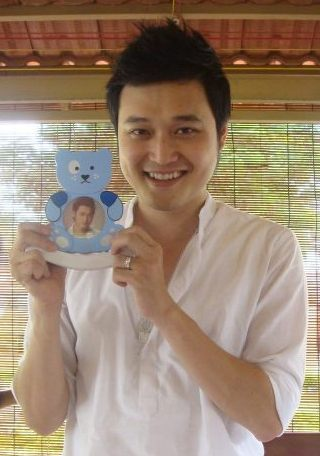

光荣（1982年5月18日—），原名陳光榮（Trần Quang Vinh），出生在越南胡志明市。读小学时，被父母送到第一郡少儿之家山歌队，加入少儿文艺活动。光荣与同班伙伴们出现在电视台，广播电台少儿音乐节目或者各大比赛，少儿音乐节。1998年，到美国宾夕法尼亚州Monsignor Bonner中学读书。在学习期间，由于渴望成为歌手，2000年回归越南。2000年9月与金利Studio签订合同，2001年发行首张专辑《Những ngày xưa yêu dấu》。